# Verfolger (Scheinwerfer)

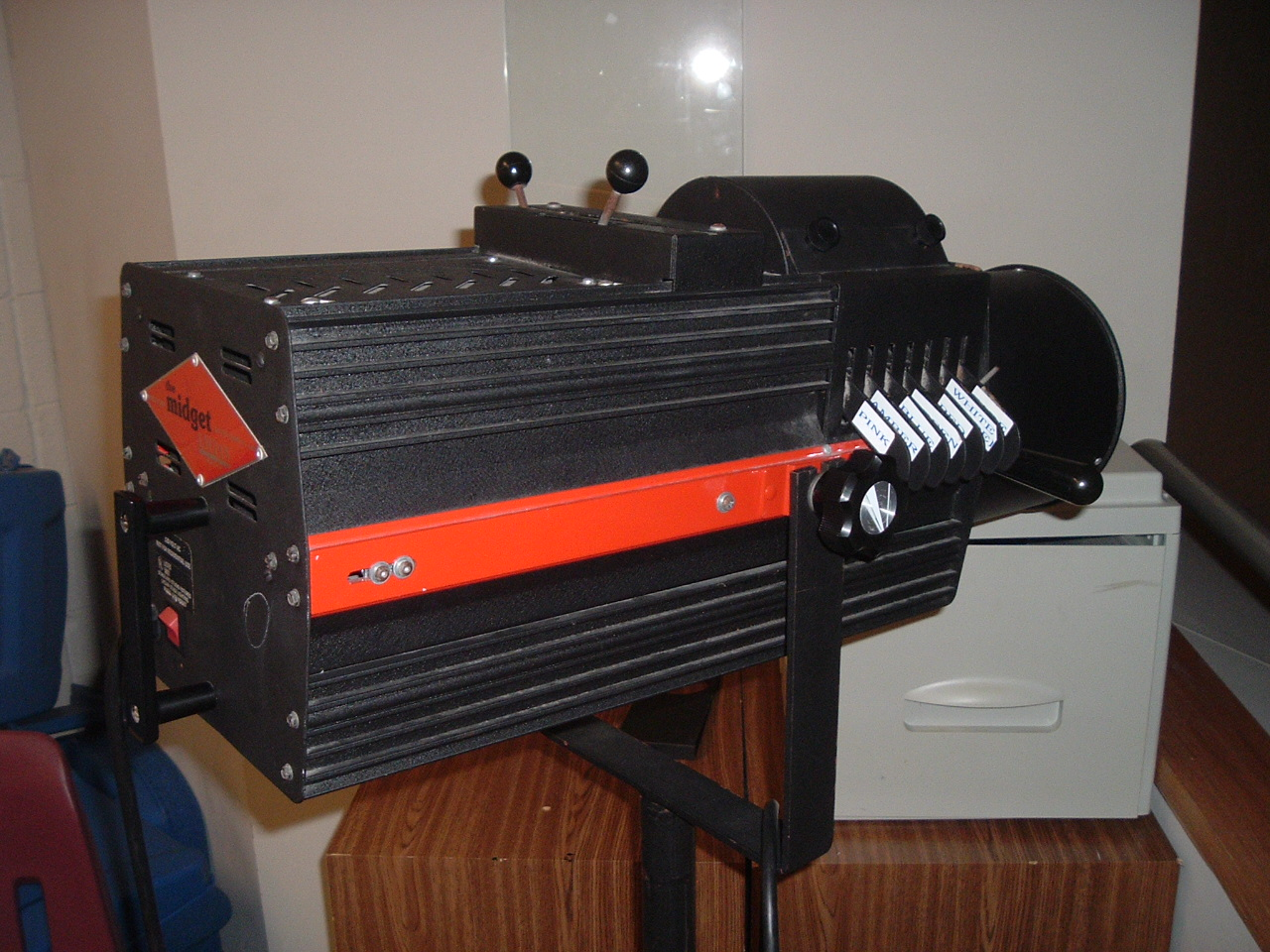
Verfolger

Der Verfolger (englisch followspot) ist eine Sonderform eines Profilscheinwerfers, der dazu benutzt wird, um z. B. auf einer Bühne, bei Film und Fernsehen oder Shows (Autoshow etc.) den Akteur in Szene zu setzen.

## Funktionsweise

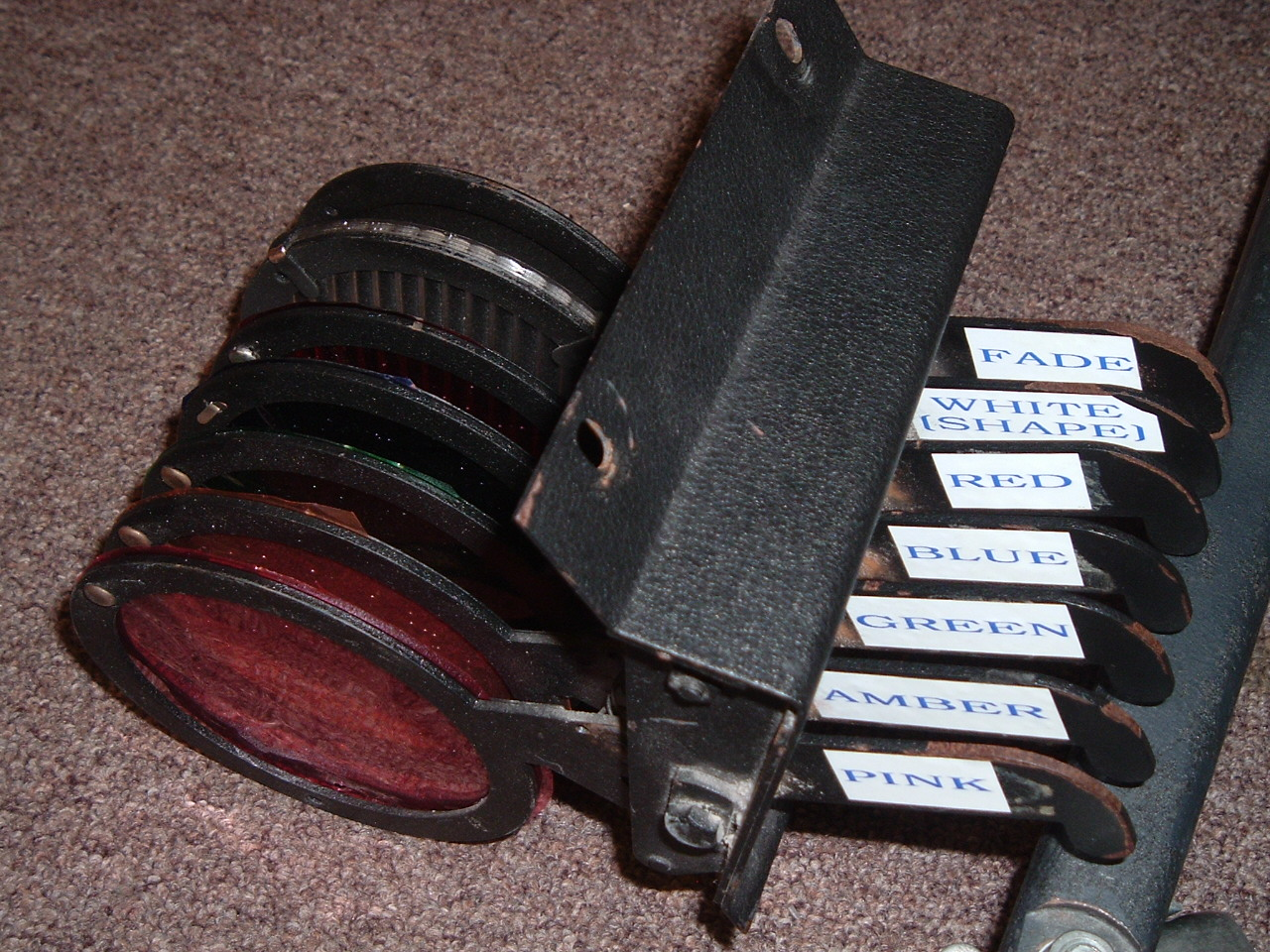
Farbwechsler für einen Verfolger

Der Verfolger sendet einen starken, punktgenauen Lichtkegel aus, der nur den gewünschten Ausschnitt hervorhebt und den Rest im Dunkeln lässt. Der Name leitet sich aus der Tatsache ab, dass der Scheinwerfer dem Akteur in seinen Bewegungen folgt. Das kann durch einen Sensor geschehen, der den Scheinwerfer automatisch steuert. Diese Geräte sind jedoch unzuverlässig und ungenau, die Entwicklung in diesem Bereich ist weitgehend eingestellt. 
In der Regel wird er durch eine Person („Verfolgerfahrer“), die am Verfolger steht bzw. sitzt, bedient. Meist wird das Gerät im Abstand von 5 bis 200 Metern vom festgelegten Beleuchtungsbereich aufgestellt, auf Höhe der Bühne oder darüber. Optimal zeigt der Lichtkegel dabei direkt frontal auf den Akteur, so dass keine unerwünschten Lichtkegel von dem Akteur versetzt entstehen.
Hilfsmittel bei der Ausrichtung des Spots auf die mitunter 100 m entfernte Bühne ist ein am Scheinwerfer befestigter Taschenlaser, der allerdings nur auf die eigene Wirkstätte, etwa auf ein Brett vor dem Beleuchter projiziert wird, womit das Ausrichten auf dortige, der Dramaturgie folgend vorab angebrachte Markierungen ermöglicht wird, sodass bei Bedarf der Verfolger gleich die richtige Position hat. Eine andere Möglichkeit ist, nachgerade bei nicht vorab zu bestimmenden Positionen, etwa bei wild performenden Rock-’n’-Roll-Musikern, die Iris des Verfolgers nur gering zu öffnen, sodass ein schmaler Lichtstrahl den Akteur durchgehend erfasst und dieser so verfolgt werden kann. Bei Bedarf wird die Iris dann aufgedreht und der Künstler wird fehlerfrei ausgeleuchtet. Da diese Vorgehensweise vom Lichtdesigner oder dem Künstler nicht immer gewünscht ist, sind einige Verfolger auch mit einem Telrad-Sucher oder ähnlich funktionierender Technik („Kimme und Korn“) ausgestattet.

## Technik
Verfolger gibt es in verschiedenen Ausführungen, wobei die Leistung weit variiert: Es gibt kleinere Verfolger mit einer Leistung ab 650 Watt, aber auch Scheinwerfer mit über 4000 Watt.
Da ein Verfolger eine besonders hohe Lichtleistung benötigt hat das eingesetzte Leuchtmittel eine wichtige Rolle. So kommen kaum Halogenlampen bei Verfolgern vor, dafür aber hauptsächlich Entladungslampen. Bei den größeren Modellen kommen Xenon-Gasentladungslampen zum Einsatz.
Der bekannteste Großverfolger ist der legendäre Super Trouper, der bereits in den 1970er-Jahren für große Distanzen von bis zu 300 m eingesetzt wurde und als weltstärkster Scheinwerfer galt. Dieser arbeitete noch mit einem Lichtbogen, der zwischen zwei Kohlestiften erzeugt wurde. Deren Abbrand musste manuell nachjustiert werden. Ein international erfolgreiches Lied der schwedischen Pop-Gruppe ABBA, Super Trouper, wurde nach ihm benannt.
Ein Verfolger verfügt häufig über Farbfiltersysteme (z. B. Boomerang oder Push Pull System), die an das Gerät montiert sind. Sie sind mit ca. sechs Farbfolienrahmen bestückt, die über eine Mechanik mit einem Finger oder ferngesteuert in den Strahlengang hineingefahren werden. 
Auch Moving Heads oder Scanner können mit einem Sender oder bei manueller Steuerung durch ein Mischpult als Verfolger eingesetzt werden, meist sind diese zu lichtschwach oder haben eine zu große Streuung, sodass die beleuchtete Fläche keinen scharfen Rand zeigt.